# Terebovlia
Terebovlia (en ukrainien et en russe : Теребовля ; en polonais : Trembowla) est une petite ville de l'oblast de Ternopil, dans l'ouest de l'Ukraine, et le centre administratif du raïon de Terebovlia. Sa population s'élevait à 13 783 habitants en 2013.

## Géographie
Terebovlia est située à 29 km au sud-est de Ternopil.

## Histoire
Terebovlia, jadis polonaise, est l'une des plus anciennes villes de Galicie dans sa partie orientale qui se trouve actuellement en Ukraine occidentale. La première mention de la ville se trouve dans des chroniques de l'an 996. À la fin du XIe siècle, Terebovlia a été le centre de la principauté de Terebovlia (ou Terebovl, en polonais : Trembowl) dirigée par Vassylko de la dynastie ruthène des Riourikides. La principauté de Terebovlia comprenait tout le sud est de la Galicie, la Podolie et la Bucovine. En 1141, Vladimirko de Galicie, neveu de Vassylko a réuni Terebovlia, Przemyśl et Zvenygorod au sein de la principauté de Galicie, un des plus puissants états de l'Europe Orientale médiévale. En 1339, Casimir III de Pologne succède au trône de Galicie qui est intégrée au royaume de Pologne. Après la construction d'un château en 1366, la Pologne (voïvodie de Podolie) prit Terebovlia, qui fut intégrée au système de fortifications de la frontière polonaise, principalement contre les Tatars de Crimée et les Turcs venant du sud et du sud-est. C'est pourquoi le château, le couvent et les églises de Terebovlia étaient tous conçus comme des structures défensives.
Terebovlia reçut son autonomie urbaine — droit de Magdebourg — en 1389. En 1594, les paysans rebelles conduits par Severyn Nalyvaïko s’emparèrent du château. La ville a été fréquemment attaquée par les Tatars de Crimée et les Turcs.
En 1675, l'armée ottomane détruisit la ville, mais le château, défendu par 80 soldats et 200 habitants, résista jusqu'à l’arrivée du roi de Pologne Jean III Sobieski ; cet épisode de l’histoire locale est connu comme la bataille de Trembowla. Le château fut détruit au cours de la dernière invasion turque de 1688.
Après la première partition de la Pologne, en 1772, la ville (nommée Trembowla) fut rattachée à l'empire d’Autriche ; dans l'Autriche-Hongrie (Cisleithanie après le compromis de 1867), chef-lieu du district de même nom, l'un des 78 Bezirkshauptmannschaften (powiats) en province (Kronland) de Galicie en 1900.
Après l'effondrement de l'Autriche-Hongrie, en 1918, cette région fut disputée par la Pologne et la Russie soviétique. La paix de Riga, signée le 18 mars 1921 attribua la Galicie orientale à la deuxième république de Pologne, jusqu'à la rivière Zbroutch. En 1929, Terebovlia comptait 7 015 habitants, Polonais, Ukrainiens et Juifs.
Dans le Gouvernement général sous l'occupant nazi, la plupart des Juifs de Terebovlia (1 100 personnes) furent fusillés par les Allemands dans le village voisin de Plebanivka, le 7 avril 1943. La Galicie orientale est annexée en 1944 par l'Union soviétique et incluse à la république socialiste soviétique d'Ukraine.
Elle est dans l’Ukraine indépendante depuis 1991.

## Population
Recensements (*) ou estimations de la population :
| 1785  | 1929  | 1959* | 1970*  | 1979*  | 1989*  |
| ----- | ----- | ----- | ------ | ------ | ------ |
| 2 775 | 7 015 | 6 319 | 10 587 | 12 009 | 13 622 |

| 2001*  | 2009   | 2010   | 2011   | 2012   | 2013   |
| ------ | ------ | ------ | ------ | ------ | ------ |
| 13 661 | 13 788 | 13 764 | 13 769 | 13 796 | 13 783 |